# Lemon Hill
Lemon Hill es un lugar designado por el censo ubicado en el condado de Sacramento en el estado estadounidense de California. En el año 2010 tenía una población de 13.729 habitantes.

## Geografía
Lemon Hill se encuentra ubicado en las coordenadas 38°31′2″N 121°27′26″O / 38.51722, -121.45722.